# Свети Мина (Скопие)
„Свети Мина“ (на македонска литературна норма: „Свети Мина“) е бивша православна църква в столицата на Република Македония Скопие.
Църквата се е намирала непосредствено западно от катедралата „Света Богородица“. Изградена е в 1902 година от скопската патриаршистка - влашка гъркоманска и сърбоманска, община. По време на Първата световна война е превърната в конски обор. След войната по идея на митрополит Йосиф Скопски и на директора на банка „Вардар“ Милан Йованович - Стоимирович са разрушени двете кули на храма. В 1935 година е обновена и превърната в Църковен музей на Скопската епархия. Имала 250 m² експозиционна площ. В църквата е прието решението за отделяне на Македонската православна църква на 19 юли 1959 година, когато е хиротонисан и владиката Климент Преспанско-битолски. Поета е инициатива за възстановяване на църквата. или на целия комплекс като музей.
Църквата е разрушена при Скопското земетресение в 1963 година.